# Sankt Michael (Gent)

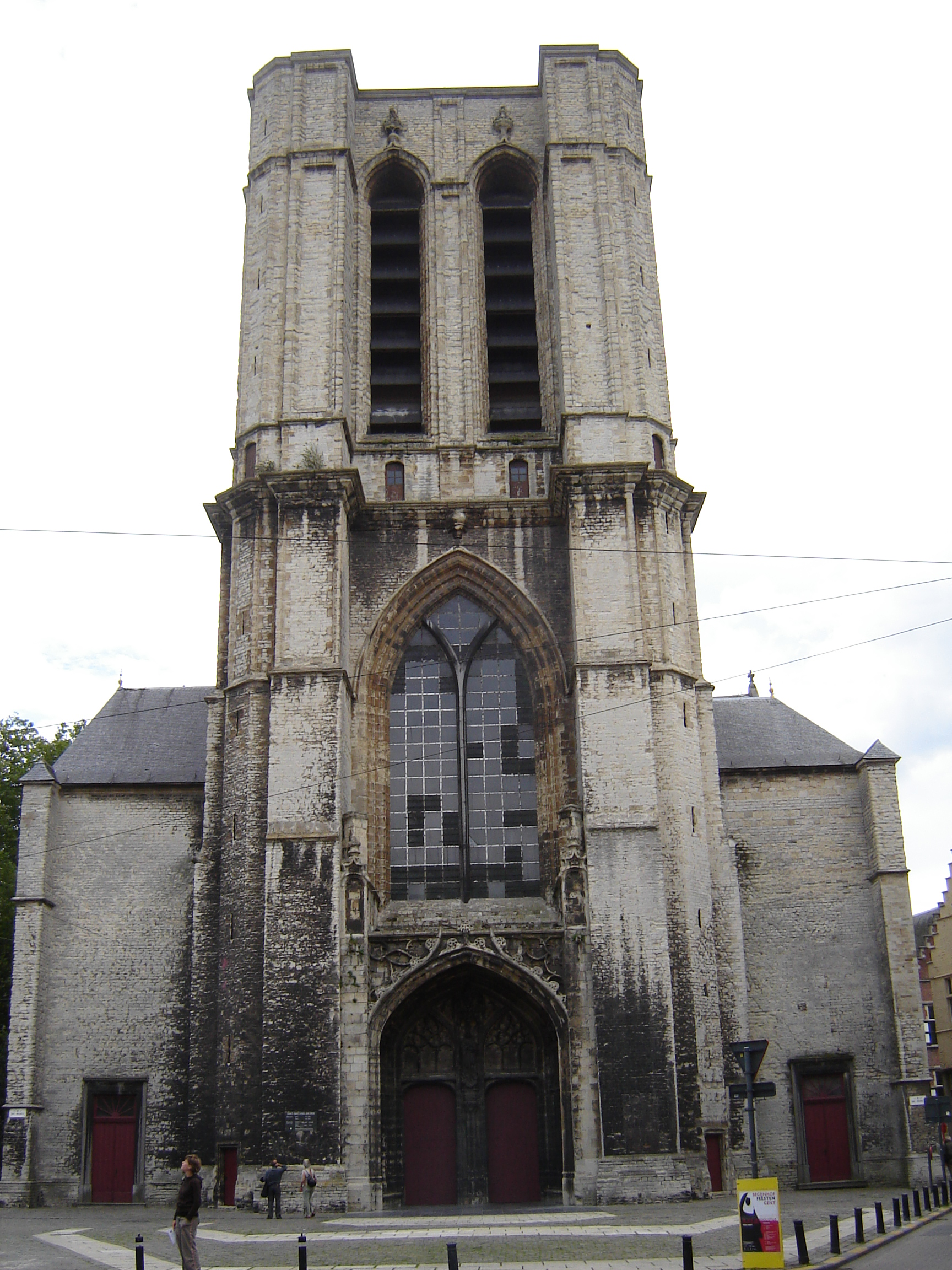
Sint-Michielskerk, Fassade

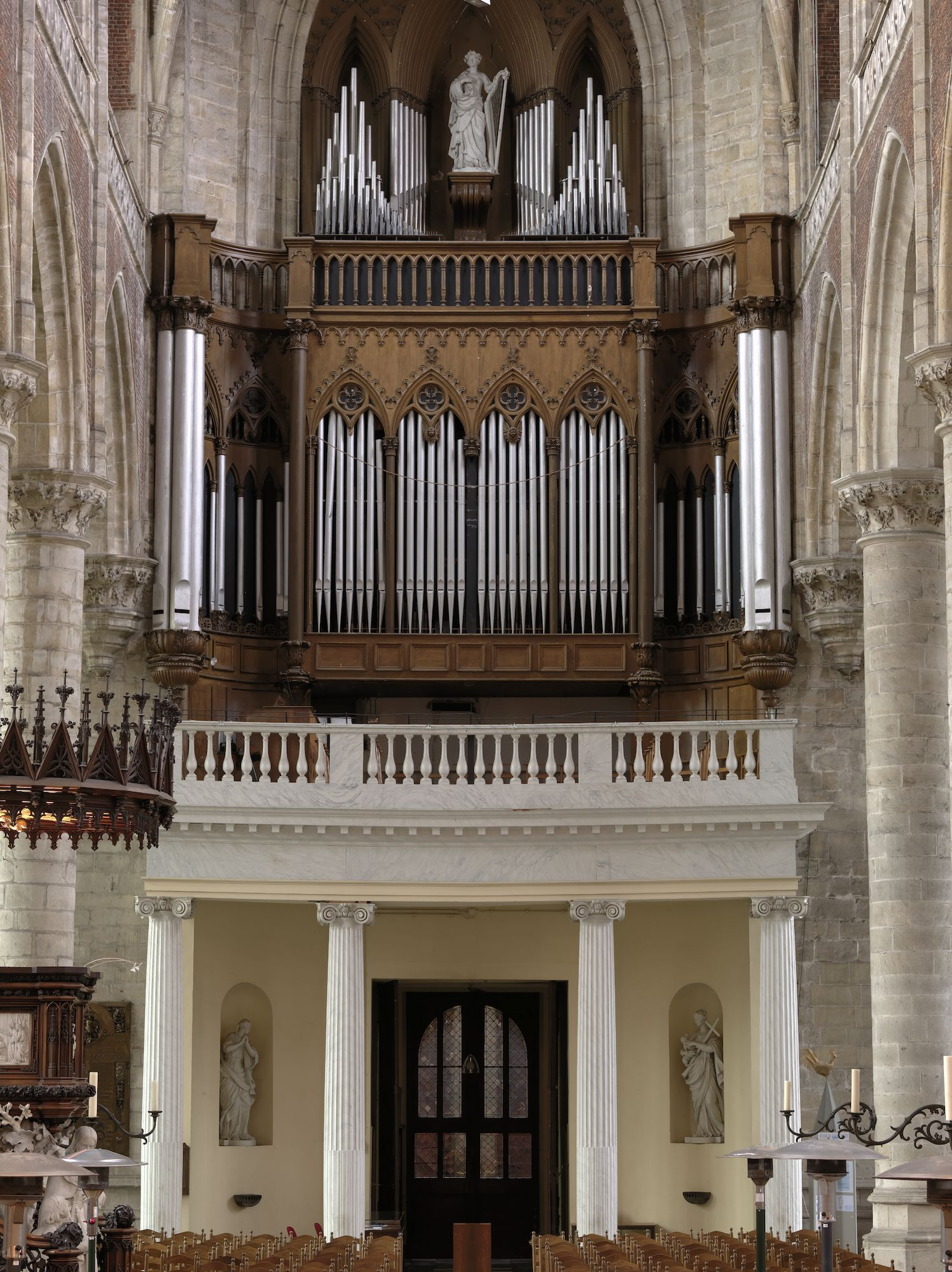
Orgel von Van Peteghem und De Volder

Die Kirche Sankt Michael in Gent (niederländisch Sint-Michielskerk, französisch Église Saint-Michel) ist ein katholischer Kirchenbau aus dem 15. und 16. Jahrhundert.

## Geschichte
Die ursprünglich bescheidene Kapelle brannte zu Beginn des 12. Jahrhunderts nieder. Ein größerer Neubau wurde ab etwa 1440 durch die heutige Kirche ersetzt. Der heutige Bau entstand in zwei Phasen mit einer langen Unterbrechung. Während der ersten Phase im 15. und 16. Jahrhundert wurde der westliche Teil gebaut, also das dreischiffige Langhaus und das Querschiff, das 1530 fertiggestellt wurde, sowie der Glockenturm, der 1566, dem Jahr des reformatorischen Bildersturms in den burgundischen Niederlanden bis zur zweiten Etage gediehen war. Während der anschließenden Zweiten und Dritten Hugenottenkriegs wurden die Arbeiten dann unterbrochen. 1579, zur Zeit der calvinistischen Herrschaft wurde die Kirche geplündert und beschädigt, der Chor zerstört.

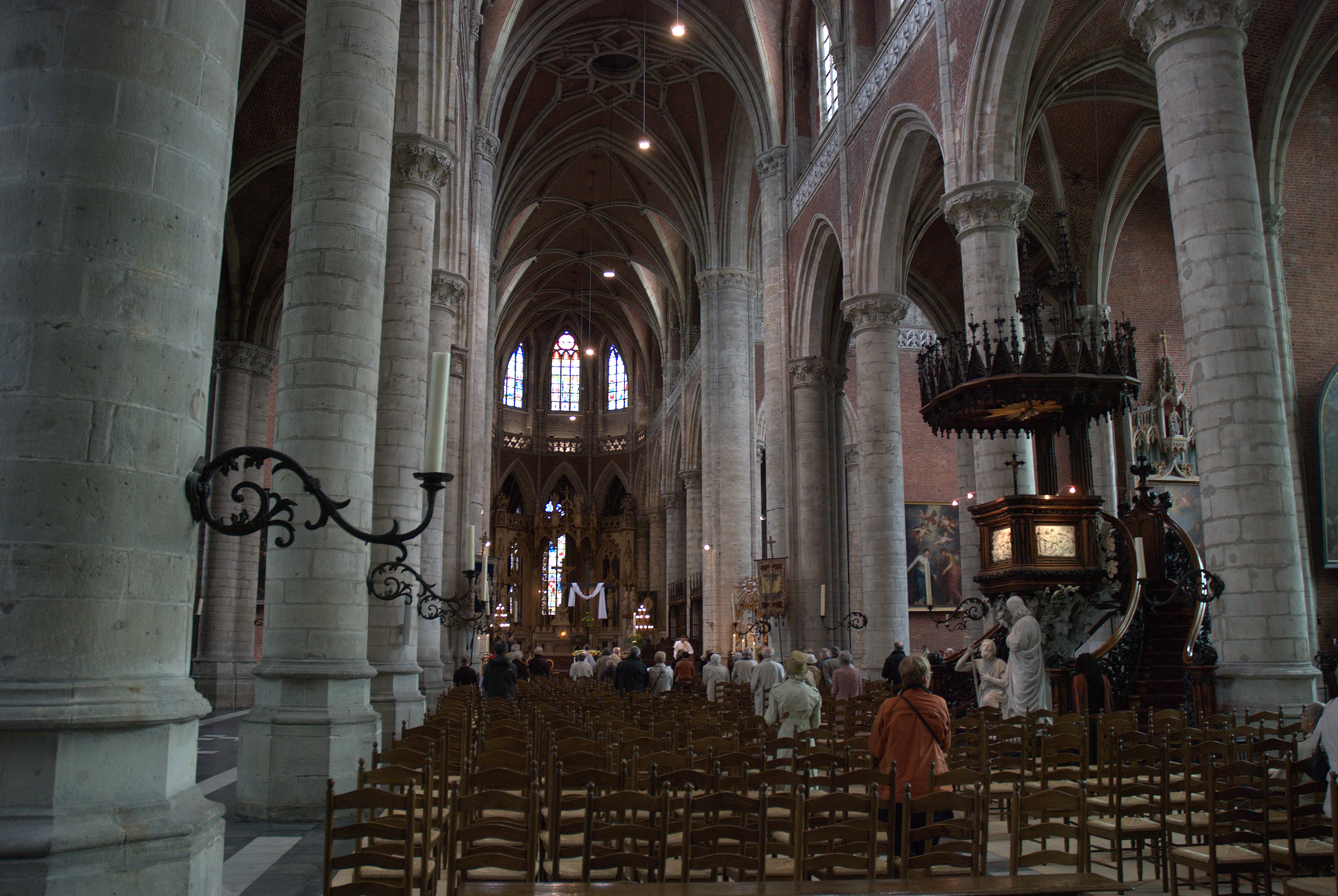
Innenraum

 Von 1623 bis 1659, unter der Herrschaft von Isabella Clara Eugenia von Spanien, Albrecht VII. von Habsburg und ihren Nachfolgern wurden Chor und Kapellenkranz wiederhergestellt, die Fertigstellung des Glockenturms aus finanziellen Gründen aufgegeben. Die Pläne des Architekten Lieven Cruyl aus dem Jahr 1662, der einen Turm im Stil der Brabantischen Gotik wie bei der Kathedrale von Antwerpen vorsah, wurde nicht weiterverfolgt, so dass der Turm heute noch wie abgeschnitten aussieht.

## Ausstattung

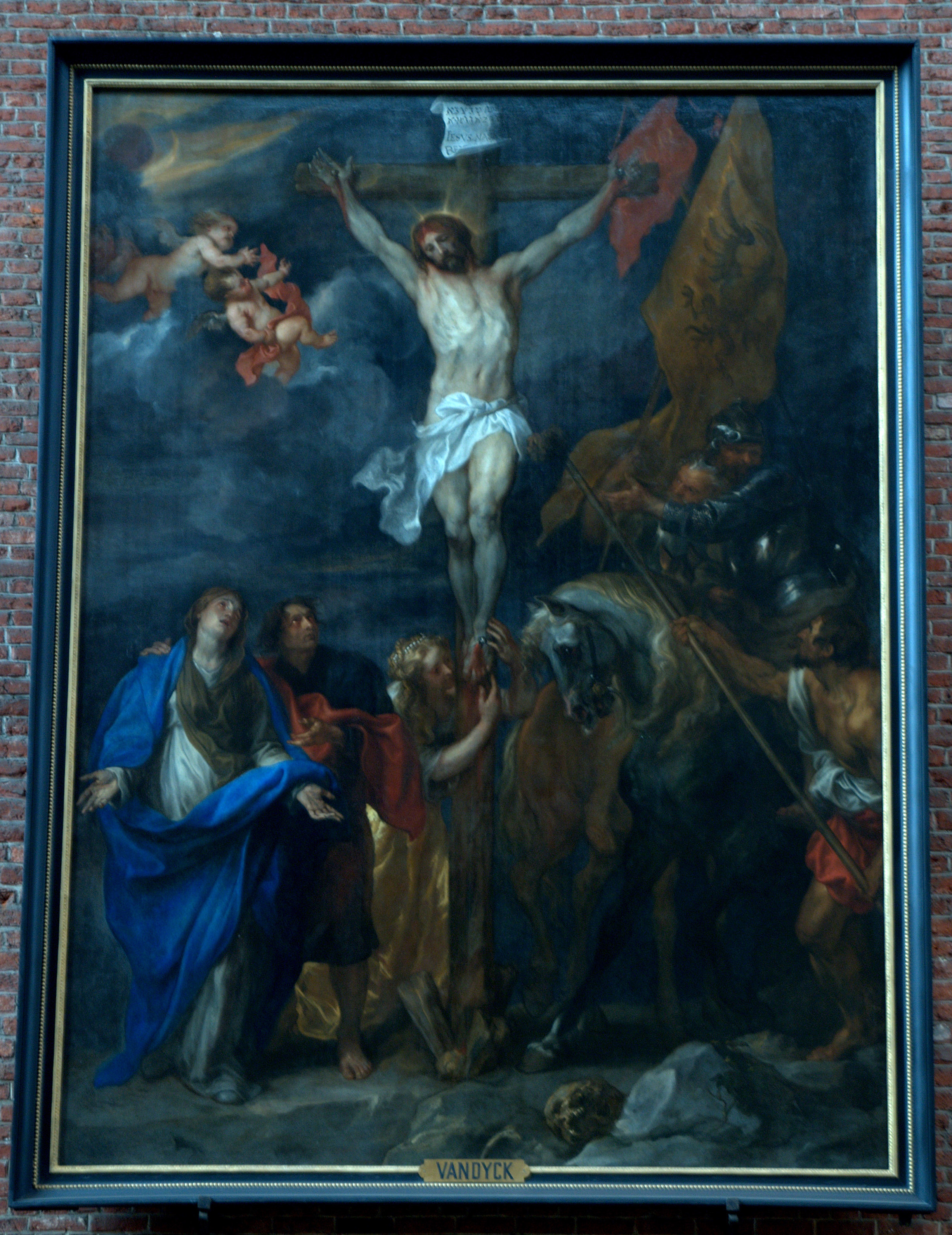
Sterbender Christus von Anthonis van Dyck

Im Inneren befinden sich Altar und Kanzel im neugotischen Stil, Beichtstühle im Stil des Barock, des Rokoko und des Neoklassizismus, mehrere Statuen aus dem 18. Jahrhundert und zahlreiche Gemälde aus dem Barock, darunter ein Sterbender Christus von Anthonis van Dyck sowie Werke von Gaspar de Crayer, Philippe de Champaigne und Johann Bockhorst.

### Orgel

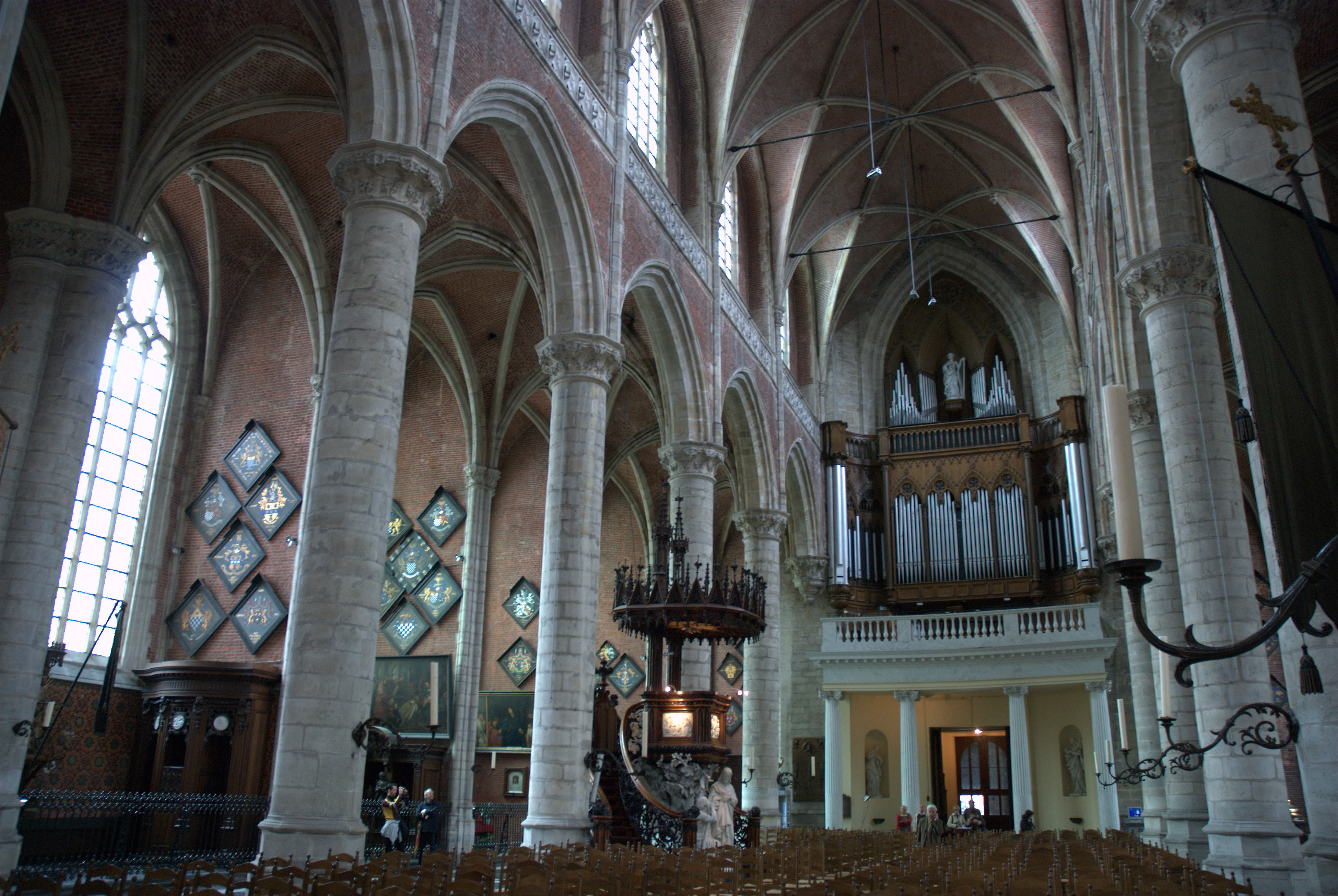
Blick auf die Orgel

Die Orgel geht zurück auf ein Instrument, das 1817 von dem Orgelbauer De Volder erbaut wurde. 1951 wurde das Instrument durch den Orgelbauer Anneessens umgebaut und erweitert. Die Orgel hat 47 Register auf drei Manualen und Pedal.
| I Hauptwerk C–c4 |       |
| Gedeckt          | 16′   |
| Prestant         | 8′    |
| Fluit            | 8′    |
| Gedeckt          | 8′    |
| Prestant         | 4′    |
| Rohrflöte        | 4′    |
| Octav            | 2′    |
| Quint            | 2 ⁄3′ |
| Mixtur III-V     |       |
| Cornet V         |       |
| Bazuin           | 16′   |
| Trompet          | 8′    |
| Klaroen          | 4′    |

| II Recit C–c4    |        |
| Quintadena       | 16′    |
| Diapason         | 8′     |
| Gamba            | 8′     |
| Gedeckt          | 8′     |
| Vox coelestis    | 8′     |
| Dwarsfluit       | 4′     |
| Rohrflöte        | 4′     |
| Octav            | 2′     |
| Terz             | 1 3⁄5′ |
| Nazard           | 2 ⁄3′  |
| Rauschpfeife III |        |
| Harm. Trompet    | 8′     |
| Fagot-Hobo       | 8′     |
| Tremolo          |        |

| III Positiv C–c4 |       |
| Baarpijp         | 8′    |
| Nachthorn        | 4′    |
| Wilgenpijp       | 8′    |
| Prestant         | 4′    |
| Woudfluit        | 2′    |
| Spitskwint       | 2 ⁄3′ |
| Sifflet          | 1′    |
| Scherp II-III    |       |
| Dulciaan         | 8     |

| Pedalwerk C–g1 |         |
| Subbas         | 32′     |
| Prestantbas    | 16′     |
| Subbas         | 16′     |
| Echobas        | 16′     |
| Kwintbas       | 10 2⁄3′ |
| Octaafbas      | 8′      |
| Gedektbas      | 8′      |
| Koraalbas      | 4′      |
| Cimbel III-IV  |         |
| Bazuinbas      | 16′     |
| Trompetbas     | 8′      |
| Klaroenbas     | 4′      |

- Koppeln: II/I, III/I, III/II, I/P, II/P, III/P; I/I, III/I, III/III als Superoktavkoppeln; III/I, III/III als Suboktavkoppeln